# Tectaria siifolia
Tectaria siifolia är en ormbunkeart som först beskrevs av Carl Ludwig Willdenow, och fick sitt nu gällande namn av Edwin Bingham Copeland. Tectaria siifolia ingår i släktet Tectaria och familjen Tectariaceae. Inga underarter finns listade.